# André Popp
André Charles Jean Popp (Fontenay-le-Comte, Francia; 19 de febrero de 1924 – Puteaux, Francia; 10 de mayo de 2014) fue un compositor, arreglista y director de orquesta francés. Sus obras más conocidas son Piccolo, Saxo et Compagnie ou la petite histoire d'un grand orchestre (1956) y el álbum Elsa Popping et sa musique sidérante ou Delirium in Hi Fi (1957).
Durante varias décadas, compuso una gran multitud de canciones, entre las cuales se encuentran Les Lavandières du Portugal (1955), con un gran impacto internacional e interpretada por artistas como Luis Mariano, Yvette Giraud, Jacqueline François y Astrud Gilberto; «Tom Pillibi» (canción ganadora del Festival de la Canción de Eurovisión 1960 interpretada por Jacqueline Boyer y, por encima de todas, «L'amour est bleu», mundialmente conocida con el título de «Love is blue» (1967), interpretada originalmente por Vicky Leandros y con un gran número de récords internacionales.
Fue un compositor y arreglista de artistas prominente como Juliette Gréco («La Complainte du téléphone», 1957), Anthony Perkins («On ne meurt pas pour ça», 1961) y, durante varios años consecutivos, Marie Laforêt. También hizo arreglos como «Irma la douce» para Zizi Jeanmaire.

## Filmografía
- (1957) Les Lavandières du Portugal:).
- (1958) Piccolo Saxo et Cie
- (1959) Le Petit Prof
- (1959) Un beau dimanche de septembre, obra teatral
- (1960) Un beau dimanche de septembre
- (1961) Tintín y el misterio del Toisón de Oro
- (1963) Le satyre de la Vilette, obra teatral
- (1964) Le Monstre de Turquin, obra teatral
- (1965) Deux heures à tuer
- (1967) Le Roi Cerf
- (1971) Papa les p'tits bateaux
- (1972) Pont dormant, serie de televisión
- (1976) L'Éden Palace
- (1983) En cas de guerre mondiale, je file à l'étranger
- (2003) Julia et les hommes
- (1996) Piccolo, Saxo et Compagnie